# Västertjärnen (Borgvattnets socken, Jämtland)
Västertjärnen är en sjö i Ragunda kommun i Jämtland och ingår i Indalsälvens huvudavrinningsområde.